# Life Sentence
Life Sentence est une série télévisée américaine en treize épisodes de 43 minutes, développée par Erin Cardillo et Richard Keith, diffusée du 7 mars au 15 juin 2018 sur le réseau The CW, et sur Bravo! au Canada.
Cette série est inédite dans tous les pays francophones.

## Synopsis
L'héroïne sait depuis 8 ans qu'elle est condamné par un cancer, mais tout bascule quand elle apprend qu'elle est guérie et que la vie qu'elle avait est une mascarade…

## Distribution

### Acteurs principaux
- Lucy Hale : Stella Abbott
- Elliot Knight : Wes Charles, mari de Stella
- Jayson Blair : Aiden Abbott, frère de Stella
- Brooke Lyons : Elizabeth Abbott, sœur de Stella (9 épisodes)
- Gillian Vigman : Ida Abbott, mère de Stella
- Nadej k Bailey : Sadie Carter, patiente atteinte d'un cancer (8 épisodes)
- Carlos Pena, Jr. : Diego Rojas, mari d'Elizabeth (11 épisodes)
- Dylan Walsh : Paul Abbott, père de Stella

Photos des acteurs principaux
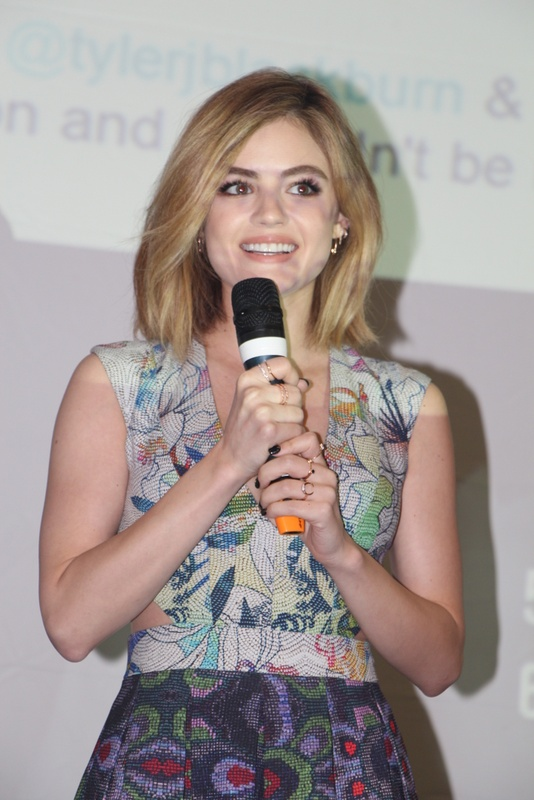
Lucy Hale dans le rôle de Stella Abbott.
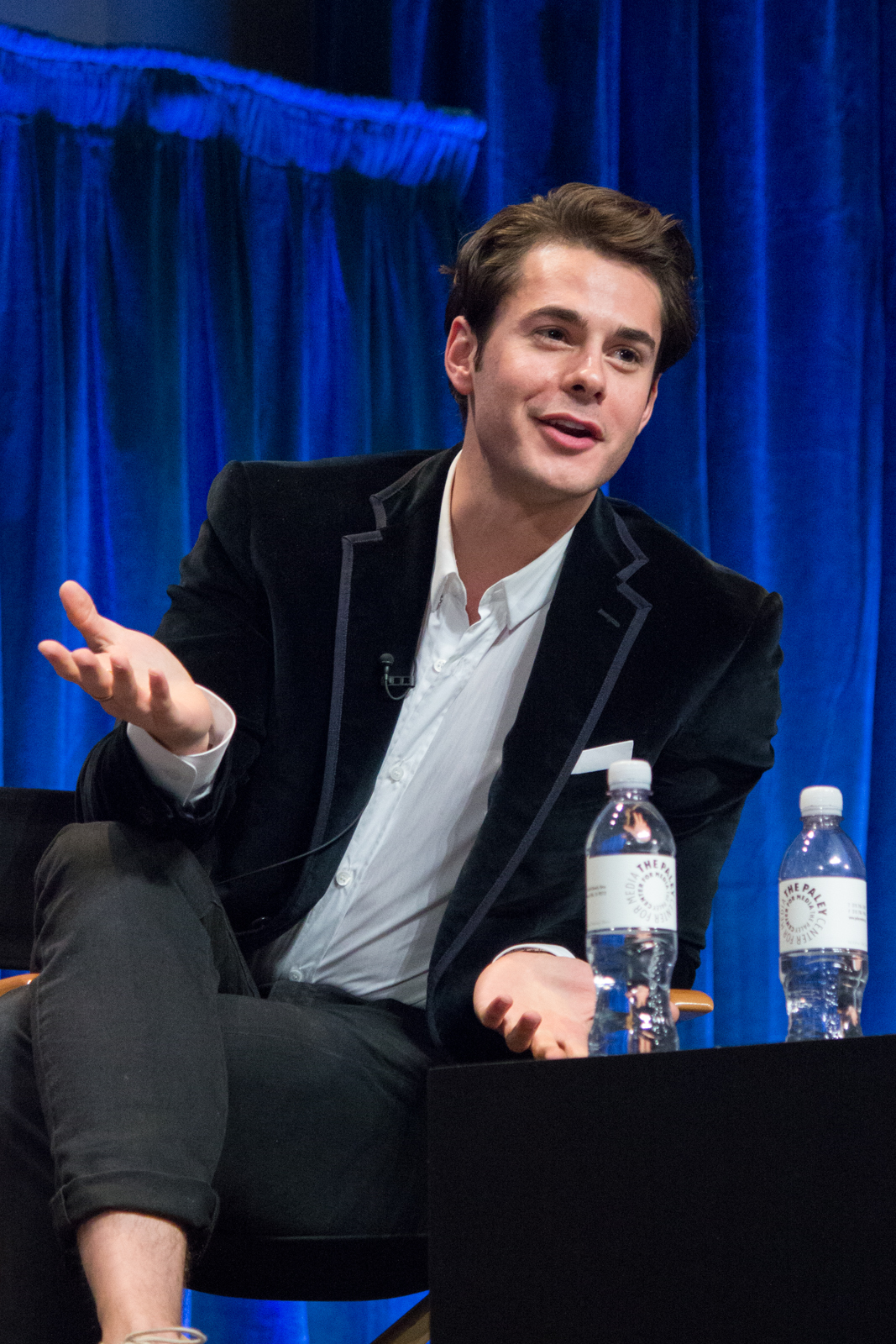
Jayson Blair dans le rôle d'Aiden Abbott.

### Acteurs récurrents
- Noor Anna Maher / Dominique Lucky Martell : Fiona Abbott Rojas, fille d'Elizabeth (9 épisodes)
- Emanuel Eaton / Sebastian Vargas : Frank Abbott Rojas, fils d'Elizabeth (9 épisodes)
- Riley Smith : Dr Will Grant (9 épisodes)
- Shannon Chan-Kent : Finley (7 épisodes)

### Invités
- Alyshia Ochse : Marlene, copine d'Aiden (épisodes 1, 2, 4 et 13)
- Claudia Rocafort : Poppy, copine d'Ida (épisodes 1, 4 et 5)
- Anna Enger : Dr Helena Chang (épisodes 1, 6 et 7)
- Matt Mercurio : Manny (épisodes 1 et 13)
- Lindsay Maxwell : Denise (épisodes 2, 6 et 9)
- Tarun Keram : Jasper (épisodes 2 et 7)
- Bre Blair : Lauren (épisodes 3, 4 et 5)
- Andrew Dunbar : Sean Norton (épisodes 3, 7 et 9)
- Rana Roy (en) : Pippa (épisodes 5, 8, 11 et 12)
- Alyssa Diaz : Kayla, amie d'Aiden (épisodes 8 à 10)
- Valerie Cruz : Gina, patronne de Diego (épisodes 9, 10, 12 et 13)

## Production

### Développement
Le projet a débuté en septembre 2016. Le pilote a été commandé à la fin janvier 2017 avec l'embauche de Lucy Hale.
Le 10 mai 2017, une saison de treize épisodes a été commandée par The CW , puis une semaine plus tard aux Upfronts, place la série pour la mi-saison 2017-2018.
Après de basses audiences lors de ses cinq premiers épisodes, la série est déplacée dans la case du vendredi soir à partir du 24 avril 2018.
Le 8 mai 2018, la chaîne annonce l'annulation de la série après seulement une saison. Les épisodes produits restants seront néanmoins diffusés.

### Casting
Le casting a débuté en janvier 2017 dans cet ordre : Lucy Hale, Jayson Blair, Dylan Walsh, Brooke Lyons et Gillian Vigman, et Carlos Pena, Jr..

### Tournage
Le pilote a été tourné à Atlanta en Géorgie du 15 au 31 mars 2017. Les épisodes suivants ont été tournés du 9 août 2017 au 12 janvier 2018 à Vancouver, en Colombie-Britannique.

### Fiche technique
- Titre original : Life Sentence
- Développement : Erin Cardillo, Richard Keith
- Direction artistique : Peter Andringa
- Décors : Matthew Versteeg
- Costumes : Jessica Stocco
- Photographie : Kamal Derkaoui
- Montage : Melissa Gearhart, Lise Johnson, Melissa McCoy
- Musique : Waz, Jamie Jackson
- Casting : Jennifer Cooper
- Production exécutive : Erin Cardillo, Jeff Ingold (en), Liza Katzer, Richard Keith (en), Bill Lawrence, Lee Toland Krieger
- Société de production : In Good Company, Doozer Productions, CBS Television Studios, Warner Bros. Television
- Sociétés de distribution (télévision) : The CW, Warner Bros. Television, Bravo Network Canada
- Pays d'origine :  États-Unis
- Langue originale : anglais
- Format : couleur
- Genre : Série télévisée dramatique
- Durée d'un épisode : 44 minutes
- Public : 
  -  États-Unis :

 Sauf indication contraire, les informations mentionnées dans cette section peuvent être confirmées par la base de données cinématographiques IMDb,  présente dans la section « Liens externes ».

## Épisodes
1. Pilot
2. Re-Inventing the Abbotts
3. Clinical Trial and Error
4. How Stella Got Her Groove On
5. Wes Side Story
6. Who Framed Stella Abbott?
7. Our Father, the Hero
8. Sleepless Near Seattle
9. What to Expect When You're Not Expecting
10. The Way We Work
11. Frisky Business
12. Love Factually
13. Then and Now

## Accueil

### Audiences
| Saisons | Saisons | Nombre d'épisodes | Jour et heure de diffusion  | Diffusion originale sur The CW | Diffusion originale sur The CW | Année | Audience moyenne (en millions) | Audience moyenne (en millions) | Audience moyenne (en millions) |
| Saisons | Saisons | Nombre d'épisodes | Jour et heure de diffusion  | Début de saison                | Fin de saison                  | Année | Première                       | Finale                         | Moyenne                        |
| ------- | ------- | ----------------- | --------------------------- | ------------------------------ | ------------------------------ | ----- | ------------------------------ | ------------------------------ | ------------------------------ |
|         | 1       | 13                | Mercredi 21 h Vendredi 21 h | 7 mars 2018                    | 15 juin 2018                   | 2018  | 670 000                        | 374 000                        | 441 000                        |